# Alpine Skiweltmeisterschaften 1931/Lange Abfahrt Männer
Bei den 1. Alpinen Skiweltmeisterschaften 1931 in Mürren in der Schweiz wurde ein Wettbewerb in der Spezialabfahrt, damals auch lange Abfahrt genannt, für Männer ausgetragen. Dieser fand am 21. Februar 1931 auf der Strecke Grütsch-Lauterbrunnen statt. 

## Endergebnis
Datum: Samstag, 21. Februar 1931
Strecke:Grütsch-Lauterbrunnen; Höhenunterschied 690 m.
Teilnehmer: 24 gestartet; 23 gewertet;
Die „lange“ Abfahrt wird von der FIS nicht als offizielle Weltmeisterschaftsdisziplin gerechnet.
| Platz | Sportler                    | Land                   | Zeit        |
| ----- | --------------------------- | ---------------------- | ----------- |
| 1     | Gustav Lantschner           | Österreich             | 04:49,0 min |
| 2     | Chris Mackintosh            | Vereinigtes Königreich | 04:56,4 min |
| 3     | Harald Paumgarten           | Österreich             | 04:57,0 min |
| 4     | Otto Furrer                 | Schweiz                | 04:58,8 min |
| 5     | Otto Lantschner             | Österreich             | 05:19,8 min |
| 6     | Toni Seelos                 | Österreich             | 05:24,6 min |
| 7     | Bill Bracken                | Vereinigtes Königreich | 05:40,0 min |
| 8     | David Zogg                  | Schweiz                | 05:46,6 min |
| 9     | Friedl Däuber               | Deutsches Reich        | 05:56,2 min |
| 10    | William James Riddel        | Vereinigtes Königreich | 06:00,2 min |
| 11    | Hannes Schroll              | Österreich             | 06:01,2 min |
| 12    | Ernst Feuz                  | Schweiz                | 06:16,8 min |
| 13    | Christian Rubi              | Schweiz                | 06:19,0 min |
| 14    | Walter Amstutz              | Schweiz                | 06:22,6 min |
| 15    | Harald Reinl                | Österreich             | 06:26,0 min |
| 16    | Hans von Weech              | Deutsches Reich        | 06:31,4 min |
| 17    | Karl Reiser                 | Deutsches Reich        | 07:21,8 min |
| 18    | Martin Neuner               | Deutsches Reich        | 07:24,0 min |
| 19    | John Frautschi              | Schweiz                | 07:28,2 min |
| 20    | Dick Waghorn                | Vereinigtes Königreich | 07:51,0 min |
| 21    | Harold Mitchell             | Vereinigtes Königreich | 08:32,4 min |
| 22    | Tony Knebworth              | Vereinigtes Königreich | 09:27,6 min |
| 23    | Peter Alexander von le Fort | Deutsches Reich        | 12:30,8 min |
| DNF   | Ulrich Neuner               | Deutsches Reich        | -           |